# Evil Heat (álbum)
Evil Heat es el séptimo disco de Primal Scream, siguiendo el mismo estilo que su anterior trabajo XTRMNTR.
En un principio la canción «Rise» se tituló «Bomb the Pentagon» y fue presentada en directo durante el verano de 2001. Después del 11S tuvieron que cambiar el título de la canción y los textos antes de sacar el disco a la venta.

## Listado de canciones
1. «Deep Hit of Morning Sun» - 3:44
2. «Miss Lucifer» - 2:28
3. «Autobahn 66» - 6:15
4. «Detroit» - 3:03
5. «Rise» - 4:21
6. «The Lord Is My Shotgun» - 3:56
7. «City» - 3:22
8. «Some Velvet Morning» (Hazlewood) – 3:40
9. «Skull X» - 3:52
10. «A Skanner Darkly» - 4:30
11. «Space Blues #2» - 2:28

Todas las letras escritas por Primal Scream, excepto las indicadas.